# Iwan Biełow (funkcjonariusz KGB)
Iwan Iwanowicz Biełow (ur. 1903 w Bogorodsku, zm. 1972 w Czernihowie) – oficer OGPU, NKWD i KGB, wykonawca zbrodni katyńskiej.
Miał wykształcenie podstawowe, X 1925 - X 1927 służył w Armii Czerwonej, w 1927 wstąpił do WKP(b), od sierpnia 1930 w OGPU, początkowo w Sierpuchowie, od 1932 w rejonowym oddziale w Krapiwieńsku, od XII 1933 szef Kiesowogorskiego Rejonowego Oddziału GPU/NKWD. Od XII 1937 szef oddziału rejonowego NKWD w osiedlu Bieżanicy w obwodzie kalinińskim. Na tym stanowisku brał udział w mordowaniu polskich więźniów, za co 26 X 1940 szef NKWD Ławrientij Beria przyznał mu nagrodę pieniężną. Od 17 VI 1940 p.o. szefa kirowskiego oddziału miejskiego Zarządu NKWD obwodu murmańskiego, od 14 VII 1942 szef Wydziału w Oddziale IV, a od III 1943 zastępca szefa Oddziału Kadr tego zarządu. Od 4 VI 1945 w NKWD na Ukrainie, szef rejonowego oddziału NKWD/MWD obwodu Kamieniec Podolski, później był szefem Oddziałów MWD w obwodzie chmielnickim.

## Odznaczenia
- Order Lenina (1954)
- Order Czerwonego Sztandaru (1952)
- Order Czerwonej Gwiazdy (1946)
- Order „Znak Honoru” (1943)

I 4 medale.